# Puppis A
Puppis A (conosciuta anche come SNR G260.4-03.4 e Gum 13) è un resto di supernova visibile nella costellazione della Poppa. Si trova in una regione ricca di altri resti di supernova: si trova infatti vicino al resto RX J0852.0-4622 ed è coperta parzialmente dal resto Vela (XYZ) (SNR G263.9-03.3). Come si evince dal nome, Puppis A è la più intensa sorgente di onde radio della costellazione.

## Caratteristiche fisiche
Il resto è difficile da localizzare con precisione, dal momento che la sua emissione si sovrappone a quella di Vela (XYZ). 
Il resto appare, all'osservazione visibile, come una debolissima nebulosità; l'osservazione alle altre lunghezze d'onda, in particolare le onde radio e i raggi X, permettono di evidenziare alcune strutture: appare come un guscio, più brillante nella sua porzione orientale, mentre mal delimitato ad occidente. Non è esattamente sferico, dal momento che le sue dimensioni angolari sono di 50'×60'. I filamenti principali sono catalogati nel catalogo RCW con i numeri 28, 29, 30 e 31.
La sua distanza, stimata a partire dallo studio dell'assorbimento HI, sarebbe di circa 2,2 kpc, il che conferisce alla struttura un raggio di circa 15-18 parsec; l'ambiente galattico è così il medesimo della nube B del Vela Molecular Ridge, a circa 400 parsec dalla grande associazione OB Vela OB1 e a breve distanza da Turner 5, un'associazione stellare molto dispersa posta ad un'elevata latitudine galattica. La sua età è stimata in circa 3700 anni a partire dalle dimensioni raggiunte dal resto in espansione.

## Oggetto centrale
Al centro del resto è presente una sorgente non identificata di raggi X, chiamata RX J0822.0-4300; considerata una probabile stella di neutroni, sino ad ora non è stata dichiarata tale in maniera univoca nella sua manifestazione come pulsar, malgrado un annuncio fatto in questo senso nel 1999. La sorgente è inoltre essenzialmente simile a quelle presenti nel centro dei giovani resti Cassiopeia A, Kesteven 79, RCW 103 e RX J1713.7−3946. 
Sono stati divulgati i dati di questa sorgente; si tratta presumibilmente di una sorgente variabile con un periodo di rotazione assai regolare di 75,2797300 ms e in via di rallentamento (1,49×10-13 s·s-1), il che conferisce a questa pulsar un'età caratteristica di 8000 anni e un campo magnetico superficiale di 3,4×108 T. Questo annuncio è stato messo in dubbio, dal momento che non è stato individuata corrispondenza nel continuum radio dell'emissione associata.. 
Non è stata individuata alcuna controparte ottica nelle magnitudini comprese tra 25,0 (banda B) e 23,6 (banda R).